# Харанский наслег
Харанский наслег — сельское поселение в Мегино-Кангаласском улусе Якутии Российской Федерации.
Административный центр — село Петровка.

## История
Статус и границы сельского поселения установлены Законом Республики Саха (Якутия) от 30 ноября 2004 года N 173-З N 353-III «Об установлении границ и о наделении статусом городского и сельского поселений муниципальных образований Республики Саха (Якутия)».

## Население
| 2002  | 2010  | 2011  | 2012  | 2013  | 2014  | 2015  |
| ----- | ----- | ----- | ----- | ----- | ----- | ----- |
| 1068  | ↗1139 | →1139 | ↘1135 | ↘1115 | ↗1122 | ↗1127 |
| 2016  | 2017  | 2018  | 2019  | 2020  | 2021  |       |
| ↗1134 | ↗1150 | ↗1168 | ↘1166 | ↗1175 | ↗1225 |       |

## Состав сельского поселения
| № | Населённый пункт | Тип населённого пункта       | Население |
| - | ---------------- | ---------------------------- | --------- |
| 1 | Петровка         | село, административный центр | ↗1225     |